# Звонников, Николай Алексеевич
Николай Алексеевич Звонников (1889—1976) — полковник лейб-гвардии 3-го стрелкового полка, герой Первой мировой войны.

## Биография
Родился 19 декабря 1889 года, сын начальника Военно-юридической академии генерал-лейтенанта Алексея Ивановича Звонникова.
Образование получил во 2-м кадетском корпусе, по окончании которого был принят в 1-е военное Павловское училище. Выпущен в 1909 году подпоручиком в лейб-гвардии 3-й стрелковый полк.
Принимал участие в Первой мировой войне. Высочайшим приказом от 29 мая 1915 года поручик Звонников был удостоен ордена св. Георгия 4-й степени
За то, что в бою у д. Карвово с 19 по 20 февр. 1915 г. за высоту 85,0, при штыковой атаке своей ротой выбил противника из окопов и захватил один действовавший германский пулемёт.
Приказом армии и флоту от 4 марта 1917 года капитан Звонников был пожалован Георгиевским оружием
За то, что, будучи в чине поручика, в бою 15 июля 1916 года у д. Тристень под ураганным артиллерийским, ружейным и пулеметным огнём противника, командуя ротой, довел её до удара в штыки, выбил противника, захватил 1 пулемет и, будучи контужен, остался в строю.
К концу 1917 года Звонников был произведен в полковники. После Октябрьской революции и последующего поражения белых армий Звонников уехал во Францию. В эмиграции он поддерживал притязания на российский престол великого князя Владимира Кирилловича, был председателем Парижского отдела объединения лейб-гвардии 3-го стрелкового полка и представителем в Гвардейском объединении от Гвардейской Стрелковой дивизии. В 1955—1976 годах являлся председателем Союза Георгиевских кавалеров; в этой должности руководил торжественным юбилеем Двухсотлетия основания ордена (Париж 1969 г.).
Скончался 13 февраля 1976 года в Париже. Похоронен на кладбище Сент-Женевьев-де-Буа в общегвардейской могиле.